# 許德亮
許德亮，JP，香港建制派政治人物，現任香港油尖旺區議會委任議員，曾任該區旺角西選區議員，曾為民主派組織民協成員，及後轉投建制派九龍社團聯會及西九新動力，2022年10月加入工聯會。

## 政治生涯
2003年，許德亮加入民協，及後於區議會選舉中當選成為區議員。但於2007年選舉，許德亮未有以民協名義參選，更在屯門悅湖區支持民協的對手民建聯張恒輝。其後民協中委會決定終止其黨籍，許德亮則批評民協欠人情味。
於2019年香港區議會選舉，建制派在泛民主派聲稱有200萬人反對的情況下仍然堅持修訂《逃犯條例》，結果大敗，但許德亮則以315票之差擊敗民主派的候選人陳源彬，成功保住議席。

## 關注議題
在任區議員期間，許德亮大力關注新移民問題。例如於關愛共享計劃實行期間，他便協助超過400名新移民填寫關愛共享計劃申請表。

## 爭議

### 被指為展示政績安排「掃黃騷」
於2009年12月，包括許德亮在內的多名油尖旺區議員被指安排「掃黃導賞團」，帶隊出賣性工作者私隱，令四名坐在「架步」床上的被捕女子，被傳媒任影，無視人權。許德亮被紫藤、午夜藍、青鳥、社民連等多個關注性工作者權益的組織抗議，示威者諷刺他們為「下等政客」、「掃黃大隊長」。

## 資料來源
1. ↑  . 許德亮議員個人主頁.
2. ↑  .   [2021-10-01]. （原始内容存档于2021-10-01）.
3. 1 2  . 蘋果日報 (香港). 2007-12-05  [2020-08-09]. （原始内容存档于2020-04-05）.
4. ↑  .   [2020-06-10]. （原始内容存档于2020-06-10）.
5. ↑  . on.cc東網. 2019-03-23  [2020-08-09]. （原始内容存档于2020-06-10）.
6. ↑  . 蘋果日報 (香港). 2009-12-11  [2020-08-09]. （原始内容存档于2020-06-10）.